# Вернигород
Вернигород (також — Вернигородок) — колишній хутір у Озадівській волості Житомирського повіту Волинської губернії та Гардишівській і Озадівській сільських радах Янушпільського району Житомирської і Бердичівської округ.

## Населення
У 1923 році у поселенні налічувався 21 двір та 80 мешканців
Відповідно до перепису населення СРСР 17 грудня 1926 року, чисельність населення становила 86 осіб, з них 37 чоловіків та 49 жінок; етнічний склад: українців — 86. Кількість домогосподарств — 17.

## Історія
Заснований 1911 року. До 1917 року входив до складу Озадівської волості Житомирського повіту Волинської губернії.
У 1923 році включений до складу новоствореної Гардишівської сільської ради, яка, 7 березня 1923 року, увійшла до складу новоутвореного Янушпільського району Житомирської округи. Розміщувався за 16 верст від районного центру, містечка Янушпіль, та 2 версти — від центру сільської ради, с. Гардишівка. 24 серпня 1923 року, відповідно до рішення Волинської ГАТК (протокол № 4 «Про зміни границь в межах округів, районів і сільрад»), хутір передано до складу Озадівської сільської ради Янушпільського району. У червні 1925 року Янушпільський район передано до складу Бердичівської округи. Відстань від хутора до центру сільської ради, с. Озадівка — 2 версти, до районного центру, міст. Янушпіль — 13 верст, до окружного центру у Бердичеві — 14 верст, до найближчої залізничної станції, Демчин — 7 верст.
Знятий з обліку населених пунктів до 1 жовтня 1941 року.